# 邦巴迪爾冰川
64°19′S 59°59′W / 64.317°S 59.983°W

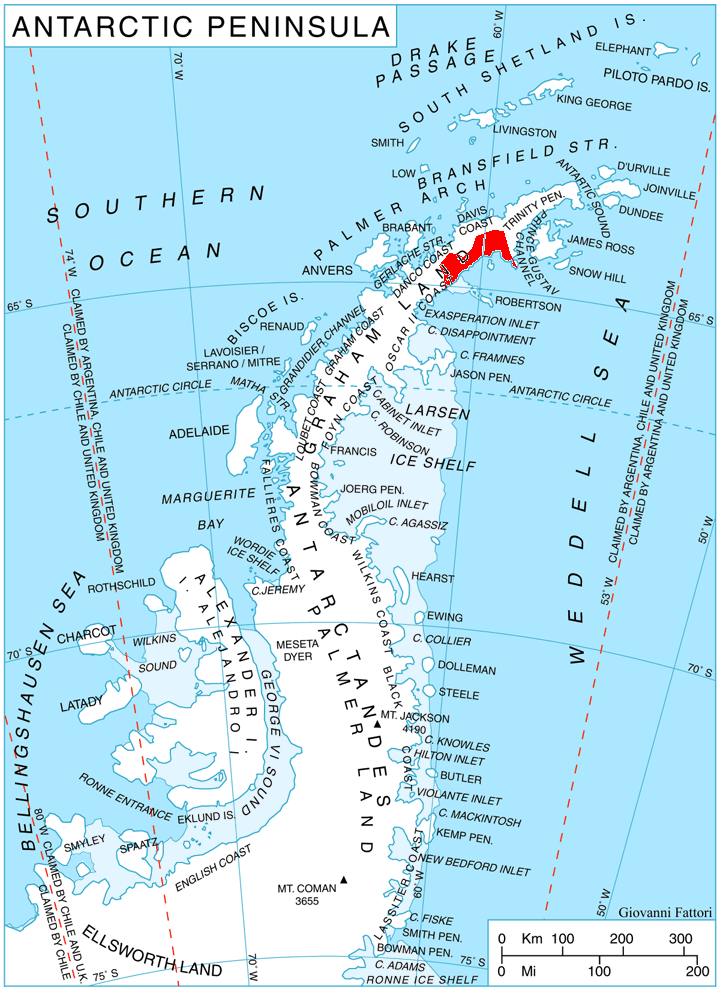

邦巴迪爾冰川是南極洲的冰川，位於葛拉漢地，流經底特律高原，與埃奇沃斯冰川匯流，最終注入蒙德拉加灣，該冰川以加拿大的工程師命名。